# Redox (système d'exploitation)
Pour les articles homonymes, voir Redox.
Redox est un système d'exploitation libre de type Unix écrit en Rust. Redox a pour objectifs d’être sûr, facile d’utilisation et libre. Il prend son inspiration de précédents noyaux et systèmes d’exploitations, tels que seL4, MINIX, Plan 9 et BSD. C’est un système au fonctionnement proche des écosystèmes GNU et BSD, mais utilisant un langage assurant une sécurité mémoire et utilisant des technologies considérés comme plus modernes.

## Historique
Redox a été créé par Jeremy Soller et sa première version a été publiée le 20 avril 2015 sur GitHub. Il est depuis en développement actif, avec des apports de plus de 40 développeurs. Après deux ans de développement, la version 0.2.0 a été publiée.

## Conception
Redox est conçu pour la sécurité, ce qui se reflète dans plusieurs choix de conceptions, notamment  :
- l’utilisation du langage Rust langage récent réputé pour sa sécurité;
- l’utilisation d’un microkernel en utilisant les techniques modernes pour minimiser les pertes de performances par rapport à un noyau monolithique tout en préservant les avantages de sécurité du microkernel [8].
- Un jeu d'appel système minimal (en comparaison de Linux)
- Tout est URL au lieu de la philosophie Unix « tout est fichier »

## Composants
Redox est un système d’exploitation complet : il dispose de paquets qui, ensemble, constituent un système fonctionnel et utilisable. Redox profite pour cela d’un écosystème de logiciels écrits en Rust par les membres du projet.
On y trouve ainsi :
- le noyau de Redox, un microkernel largement inspiré de Minix ;
- Ralloc, un gestionnaire de mémoire ;
- RedoxFS, un système de fichiers inspiré de ZFS[9] ;
- Ion, un shell inspiré des shells POSIX, mais largement adapté pour fournir une syntaxe plus simple à utiliser ;
- pkgutils, le gestionnaire de paquets ;
- Orbital, chargé du contrôle de l’affichage et des fenêtres ;
- relibc, qui fournit une base pour l’exécution de programmes développés dans d’autres langages.

### Applications en ligne de commande
Parmi les applications en ligne de commande, on trouve :
- Sodium, un éditeur de type vi avec support de la coloration syntaxique ;
- Rusthello, une intelligence artificielle pour l’Othello, qui sert de démonstration des capacités de multithreading de Redox.

### Applications graphiques
Parmi les applications graphiques, on trouve :
- NetSurf, un navigateur Web léger ;
- Calculator, une calculatrice aux fonctionnalités comparables à celle de la calculatrice windows ;
- Editor, un éditeur de texte basique, similaire à Notepad ;
- File browser, un gestionnaire de fichiers ;
- Image Viewer, une visionneuse d’images ;
- Pixelcannon, un moteur de rendu 3D utilisé pour tester les performances d’Orbital ;
- Orbterm, un émulateur de terminal de type ANSI.